# Super Polar
Super Polar est une collection de 14 téléfilms de 90 minutes en coproduction franco-italo-canado-luxembourgeoise, créée par Pierre Grimblat.
En France, la série a été diffusée du 27 octobre 1989 au 20 mars 1992 sur La Cinq.
En Italie, les téléfilms horrifiques de la saison 2 (Alta tensione) ne sont diffusés qu'en 1999, notamment à cause de la violence des téléfilms réalisés par Lamberto Bava.

## Historique
Super Polar est la conséquence des quotas de production française imposés à la fin des années 1980. La Cinq coproduira ainsi plusieurs séries dont Le Voyageur, Rintintin junior, et Les deux font la loi.

## Synopsis
Cette série est une anthologie d'histoires policières et thrillers adaptées de la célèbre collection Série noire. La seconde saison incorpore 4 téléfilms italiens plus horrifiques issus de la collection Alta tensione réalisés par  Lamberto Bava.

## Épisodes

### Première saison (1989)
1. Riot Gun, réal. Philippe Triboit, diffusé le 24 novembre 1989 sur La Cinq. Rediffusion le 5 juillet 1990[1].
2. À corps et à cris, réal. Josée Dayan, diffusé le 27 octobre 1989 sur La Cinq
3. Gueule d'arnaque, réal. Joël Séria, diffusé le 22 décembre 1989 sur La Cinq
4. La Danse du scorpion (Frame Up Blues) , réal. Josée Dayan, diffusé le 26 janvier 1990  sur La Cinq
5. La Porte secrète, réal. Danièle J. Suissa, diffusé le 9 septembre 1990 sur La Cinq
6. La Mort en dédicace (The Thriller), réal. Jim Kaufman, diffusé le 6 mai 1989 sur La Cinq
7. Ligne interdite (The Phone call), réal. Allan A. Goldstein, diffusé le 23 février 1990[2] sur La Cinq

### Deuxième saison (1990)
1. Justice express, réal. Richard Martin, diffusé le 28 mars 1990[3] sur La Cinq. Rediffusion le 5 octobre 2004[4] sur Canal Jimmy
2. Fenêtre sur femmes, réal. Don Kent, diffusé le 6 mars 1992 sur La Cinq. Rediffusion le 15 juillet 1992[5]  sur M6.  Rediffusion le 6 octobre 2004[6] sur Canal Jimmy
3. Témoin oculaire (Testimone oculare), réal. Lamberto Bava diffusé le 30 septembre 1993 dans Les Jeudis de l'angoisse sur M6. Rediffusion le 29 juin 1995[7] sur M6. Rediffusion le 7 octobre 2004[8] sur Canal Jimmy
4. L'homme qui ne voulait pas mourir (L'uomo che non voleva morire), réal. Lamberto Bava, diffusé le 18 août 1993[9]  sur M6. Rediffusion le 13 mars 1995[10] sur M6. Rediffusion le 8 octobre 2004[11] sur Canal Jimmy
5. Le Jeu du diable (Il gioco), réal. Lamberto Bava diffusé le 13 mai 1993 dans Les Jeudis de l'angoisse sur M6. Rediffusion le 25 octobre 2004[12] sur Canal Jimmy
6. Le Maître de la terreur (Il maestro del terrore), réal. Lamberto Bava diffusé le 18 janvier 1996 dans Les Jeudis de l'angoisse sur M6[13]. Rediffusion le 26 octobre 2004[14] sur Canal Jimmy
7. La septième victime du tueur de Bristol, réal. Alan Clayton, diffusé le 20 mars 1992[15]sur La Cinq. Rediffusion le 27 octobre 2004[16] sur Canal Jimmy